# Cercotrichas leucophrys
Cercotrichas leucophrys là một loài chim trong họ Muscicapidae.